# Зачарований ліс
«Зачарований ліс» (англ. The Enchanted Forest) — науково-фантастичне оповідання Фріца Лайбера, вперше опубліковане в жовтні 1950 року журналом « Astounding Science Fiction».

## Сюжет
Елвін — останній з «диких» (прихильників неспланованого розвитку суспільства) втікає від переслідування на невідому далеку планету. Він забирає з собою капсулу з генетичним матеріалом всіх членів своєї спільноти, знищених владою, що сповідує плановий розвиток.
Корабель пошкоджено. Елвін забирає з собою капсулу і рушає через непрохідний ліс, проламуючи дорогу ультразвуковим пістолетом. Ліс негайно заростає за ним.
Елвін виходить на поляну з декількома будинками і зустрічає 2 молоді пари людей, які визнають його за бога.
Люди не можуть відповісти на питання про зовнішній світ чи своїх батьків, хоча згадують роботів.
Наступного дня Елвін вирушає далі, оскільки йому потрібне місто з великою кількістю людей, щоб відродити з часом своїх спільників.
Він потрапляє на ідентичну поляну з тими ж людьми, однак вони агресивно атакують його і він захищаючись вбиває їх. Припускаючи помилку магнітного компаса, він майструє гіроскоп і продовжує шлях лісом.
Він декілька разів виходить на ідентичну поляну з тами ж 4 людьми, які ведуть себе завжди по різному.
Елвін втрачає здоровий глузд і чергові 4 людей беруть його в полон.
Він потрапляє до представників влади, які пояснюють, що він потрапив на планету де тестувались людські риси на генетичних близнюках в ідентичних умовах.